# Вест-Джефферсон (Огайо)
Вест-Джефферсон (англ. West Jefferson) — селище (англ. village) в США, в окрузі Медісон штату Огайо. Населення — 4137 осіб (2020).

## Географія
Вест-Джефферсон розташований за координатами 39°56′58″ пн. ш. 83°18′30″ зх. д. / 39.94944° пн. ш. 83.30833° зх. д. (39.949398, -83.308394).  За даними Бюро перепису населення США в 2010 році селище мало площу 12,62 км², з яких 12,56 км² — суходіл та 0,05 км² — водойми. В 2017 році площа становила 18,25 км², з яких 18,19 км² — суходіл та 0,06 км² — водойми.

## Демографія
Згідно з переписом 2010 року, у селищі мешкали 4222 особи в 1617 домогосподарствах у складі 1149 родин. Густота населення становила 335 осіб/км².  Було 1709 помешкань (135/км²).
Расовий склад населення:
| - 97,6 % — білих - 0,5 % — чорних або афроамериканців - 0,3 % — азіатів |

До двох чи більше рас належало 1,4 %. Частка іспаномовних становила 0,9 % від усіх жителів.
За віковим діапазоном населення розподілялося таким чином: 25,5 % — особи молодші 18 років, 58,9 % — особи у віці 18—64 років, 15,6 % — особи у віці 65 років та старші. Медіана віку мешканця становила 38,5 року. На 100 осіб жіночої статі у селищі припадало 95,6 чоловіків;  на 100 жінок у віці від 18 років та старших — 90,7 чоловіків також старших 18 років.
Середній дохід на одне домашнє господарство  становив 59 993 долари США (медіана — 51 846), а середній дохід на одну сім'ю — 68 266 доларів (медіана — 58 580). Медіана доходів становила 47 240 доларів для чоловіків та 36 750 доларів для жінок. За межею бідності перебувало 12,6 % осіб, у тому числі 21,7 % дітей у віці до 18 років та 6,0 % осіб у віці 65 років та старших.
Цивільне працевлаштоване населення становило 1973 особи. Основні галузі зайнятості: освіта, охорона здоров'я та соціальна допомога — 15,8 %, роздрібна торгівля — 15,1 %, виробництво — 14,7 %.